# Пыздры
Пыздры (пол. Pyzdry)  —  город  в Польше, входит в Великопольское воеводство,  Вжесьнёвский повят.  Имеет статус городско-сельской гмины. Занимает площадь 12,16 км². Население 3212 человек (на 2008 год).

## История
Известен с 1232 года. В 1815-1917 годах находился в Царстве Польском в Российской империи. В 2 км к западу от города находилась самая западная точка Российской империи.

## Известные уроженцы и жители
- Миколай из Пыздры ( около 1363 — 1424) — польский философ, теолог, один из профессоров-основателей и ректор Ягеллонского университета.